# Edith-Stein-Schule (Bremerhaven)
Die Edith-Stein-Schule ist eine freie Oberschule im Bremerhavener Stadtteil Mitte. Zusammen mit der Grundschule Stella Maris bildet sie die Katholische Schule Bremerhaven, die sich in Trägerschaft der Stiftung Katholische Schule in der Diözese Hildesheim befindet. Der Name der Schule bezieht sich auf die Philosophin und Pädagogin Edith Stein (1891–1942).

## Geschichte
Der Name Edith-Stein-Schule diente in Bremerhaven zunächst ab dem Jahr 1965 als Bezeichnung für die Gemeindeschule der Kirche St. Marien. Die Namensgebung geht auf Anregung des damaligen Bischof Heinrich Maria Janssen zurück. Dieser war mit Edith Stein persönlich bekannt, da sie die Zweitgutachterin für dessen theologische Examensarbeit während ihrer Zeit als Hochschuldozentin in Münster war. Mit der Einführung der katholischen Realschule 1974 ging der Name auf diese über. Im hierzu neu errichteten Schulgebäude an der Grazer Straße ist die Edith-Stein-Schule bis heute beheimatet. Um die Jahrtausendwende erfolgte die Einführung des gymnasialen Zweiges, der bis heute fortgeführt wird. Ebenso erhielt sie durch den Bau eines zusätzlichen Staffelgeschosses einen neuen naturwissenschaftlichen Komplex. Nachdem die Realschule im Schuljahr 2004/2005 in eine Sekundarschule umgewandelt wurde, entspricht sie seit der letzten Schulreform des Landes Bremen dem Schultyp der Oberschule.
Zur weiteren Geschichte der Schule siehe Geschichte des katholischen Schulwesens in Bremerhaven.

## Besonderheiten

### Kirchliches Profil
Die kirchliche Trägerschaft ist Grundlage einer christlichen Profilierung bezüglich der Grundsätze der Erziehung und des Unterrichts. Unterrichtet wird nach Lehrplänen des Landes Bremen, zugleich sieht sich die Schule zur Vermittlung christlicher Werte verpflichtet. Der konfessionelle Religionsunterricht findet daher in allen Jahrgangsstufen verpflichtend statt. Das Begehen christlicher Feiertage und schulseelsorgerische Angebote bereichern das Schulleben. Im Sinne des Compassion absolviert jeder Lernende der Jahrgangsstufe 10 ein Sozialpraktikum. Als katholische Schule bietet die Edith-Stein-Schule das Fach Latein als Fremdsprache an.

### Achtjähriger Bildungsgang
Neben dem Neunjährigen Bildungsgang der Oberschule, kann an der Edith-Stein-Schule auch der achtjährige Bildungsgang besucht werden. Unterrichtet wird in diesem Bildungsgang nach gymnasialen Lehrplänen und Stundentafel. Dies ermöglicht den Übergang in die gymnasiale Oberstufe bereits nach dem Abschluss der 9. Jahrgangsstufe.

### Schwerpunkt Musik
Musikalische Bildung hat eine lange Tradition an der Schule. Dies drückt sich bis heute im Angebot der Orchesterklasse und im Schulchor aus.

### Sonstige Besonderheiten
- Seit über 30 Jahren wird eine Partnerschaft mit Bolivien gepflegt. Diese kommt insbesondere in der jährlichen „Schuhputzaktion“ in der vorösterlichen Fastenzeit zum Tragen.[10]
- Die Edith-Stein-Schule ist Partnerschule des Stadttheaters Bremerhaven.[11]
- Über den bestehenden Lehrplan hinaus wird das Fach „Informatische Grundbildung“ (ITG) verpflichtend in den Jahrgängen 6–8 unterrichtet.
- In Zusammenarbeit mit dem örtlichen Malteser Hilfsdienst betreibt die Schule einen eigenständigen Schulsanitätsdienst, der von ausgebildeten Schülerinnen und Schülern getragen wird.[12]

## Sonstiges
- Im Gebäude der Schule befindet sich das Relief „Stadtsilhouette in Kupfer und Emaille“ des Bremerhavener Künstlers Gerhard Olbrich. Das Kunstwerk aus dem Jahr 1971 zeigt die Stadtansicht des modernen Bremerhavens.
- Im Roman „Nachtblauer Tod“ des Autors Klaus-Peter Wolf, der in einem fiktiven Bremerhaven spielt, dient die Edith-Stein-Schule als Kulisse der Handlung.[13]
- An das Schulgelände grenzte von 1943 bis wahrscheinlich 1944 ein Lager für Zwangsarbeiterinnen aus Kroatien und Polen.[14] Die Ordensschwester Cassiana, die bis zu ihrer Schließung Lehrerin an der Gemeindeschule in Alt-Bremerhaven war, kümmerte sich um die jungen Frauen, indem sie ihnen Deutschunterricht gab und einen Gottesdienst für sie einrichtete.[15]

## Persönlichkeiten
- Gerrit Holtmann (* 1995), Fußballspieler